# Білоцерківська сотня (Миргородський полк)
Білоцерківська сотня (1660 — 1782) — військово-територіальна одиниця Війська Запорозького з центром у м-ку Білоцерківка.
Створена 1660 року у складі Полтавського полку. У 1661 — 1663 рр. перебувала в Кременчуцькому полку. У 1663 — 1665 рр. — у Миргородському полку. У 1665 — 1672 рр. — в складі Полтавського полку, а від 1672 і до кінця існування знову в Миргородському полку. Ліквідована в 1782; територія сотні включена до Голтв'янського повіту Київського намісництва.

## Сотники
Левченко Роман Якович (1660; 1671), Сингир (1671), Вергун Іван (1672), Грошенко Іван (1673), Дяченко Марко (1676), Базилевський Василь (1676; 1700), Василь Онисимович (1682), Гнидченко Василь (1691), Базилевський (Просенко) Лаврін (Лаврентій) Васильович (1700 — 1718; 1730 — 1732), Панасенко Процик (1719), Ярослав Іван (1722 — 1725), Лук'яненко Тихін (1725, н.), Базилевський Іван Лаврентійович (1737 — 1749), Зайченко Андрій (1739, н.), Жученко Василь (1752).

## Населені пункти

### 1726 — 1730
- містечко Білоцерківка;
- містечко Балаклійка (Балаклія);
- село Борки.

### 1750-ті
- місто Білоцерківка;
- містечко Балаклія;
- село Борки.

В сотні згадане також село Зубані, яке тоді ж належало Остапівській сотні.